# Анкарафанцика
Анкарафанцика — национальный парк на северо-западе Мадагаскара. Площадь — 1365 км².

## История
На территории национального парка ещё в 1927 году был создан природный заповедник. Статус национального парка территория получила в 2002 году в результате объединения заповедника и лесной станции Ampijoroa.

## География
Национальный парк Анкарафанцика находится между реками Бецибука и Махаджамба. Расстояние до Антананариву — 450 км. Площадь парка —135 000 гектаров. Территорию Анкарафанцики в основном занимают сухие тропические леса, есть также саванны (занимают 25 % территории), кустарники и скалы. В парке много озёр. Средняя температура на территории парка — 26 °C, среднее количество осадков — 1360 мм в год.

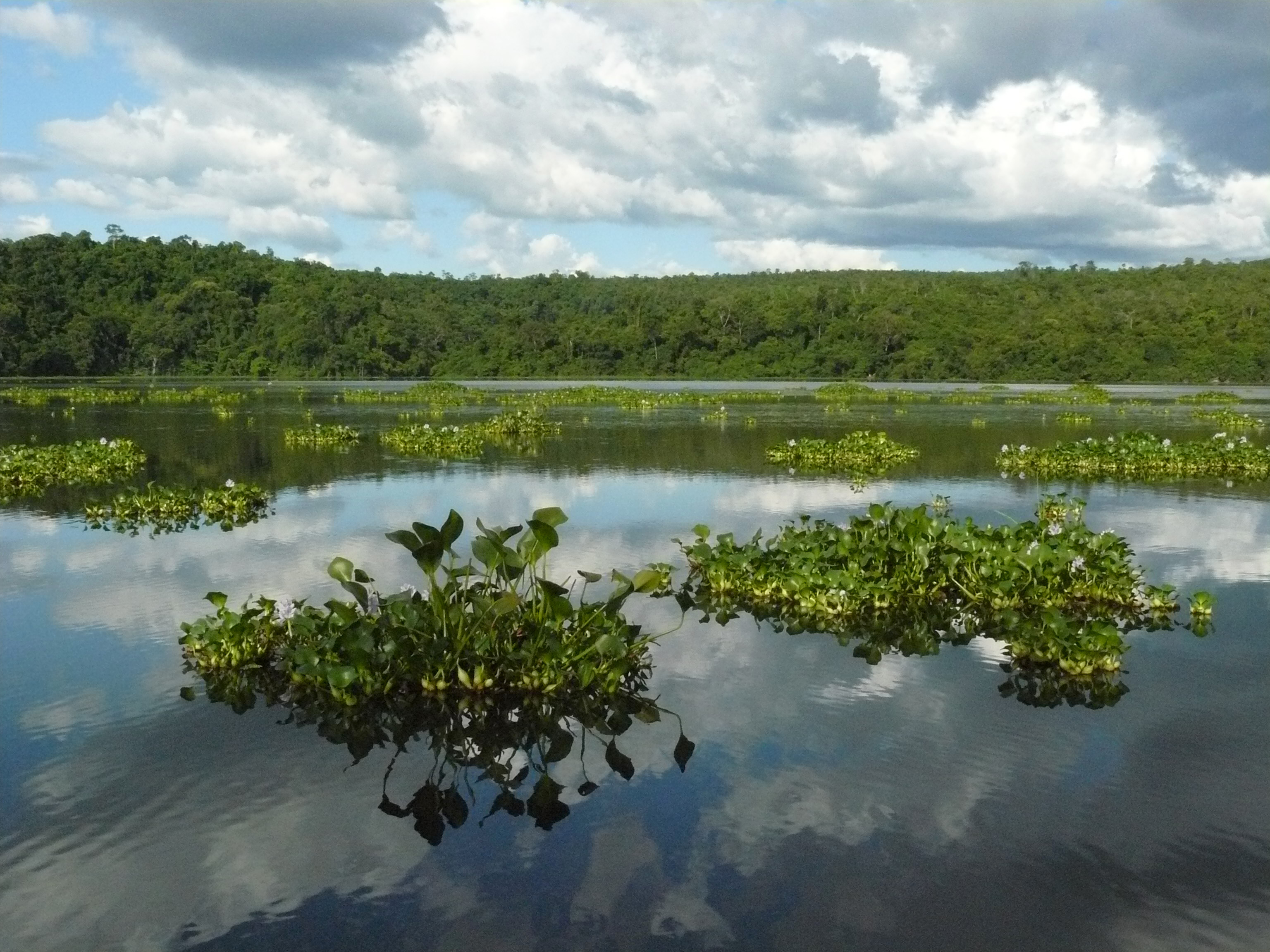
Озеро Равелобе
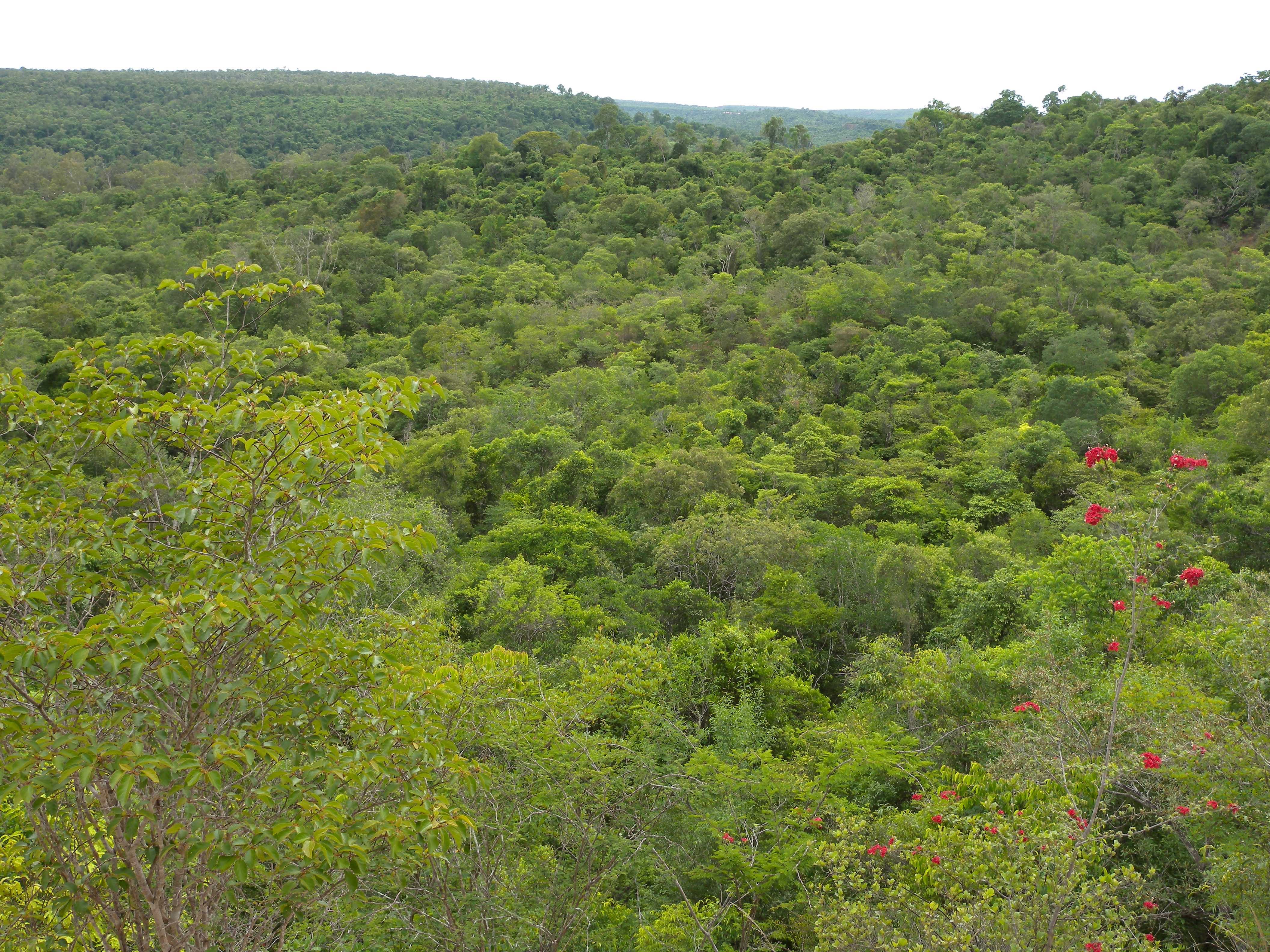
Сухой тропический лес
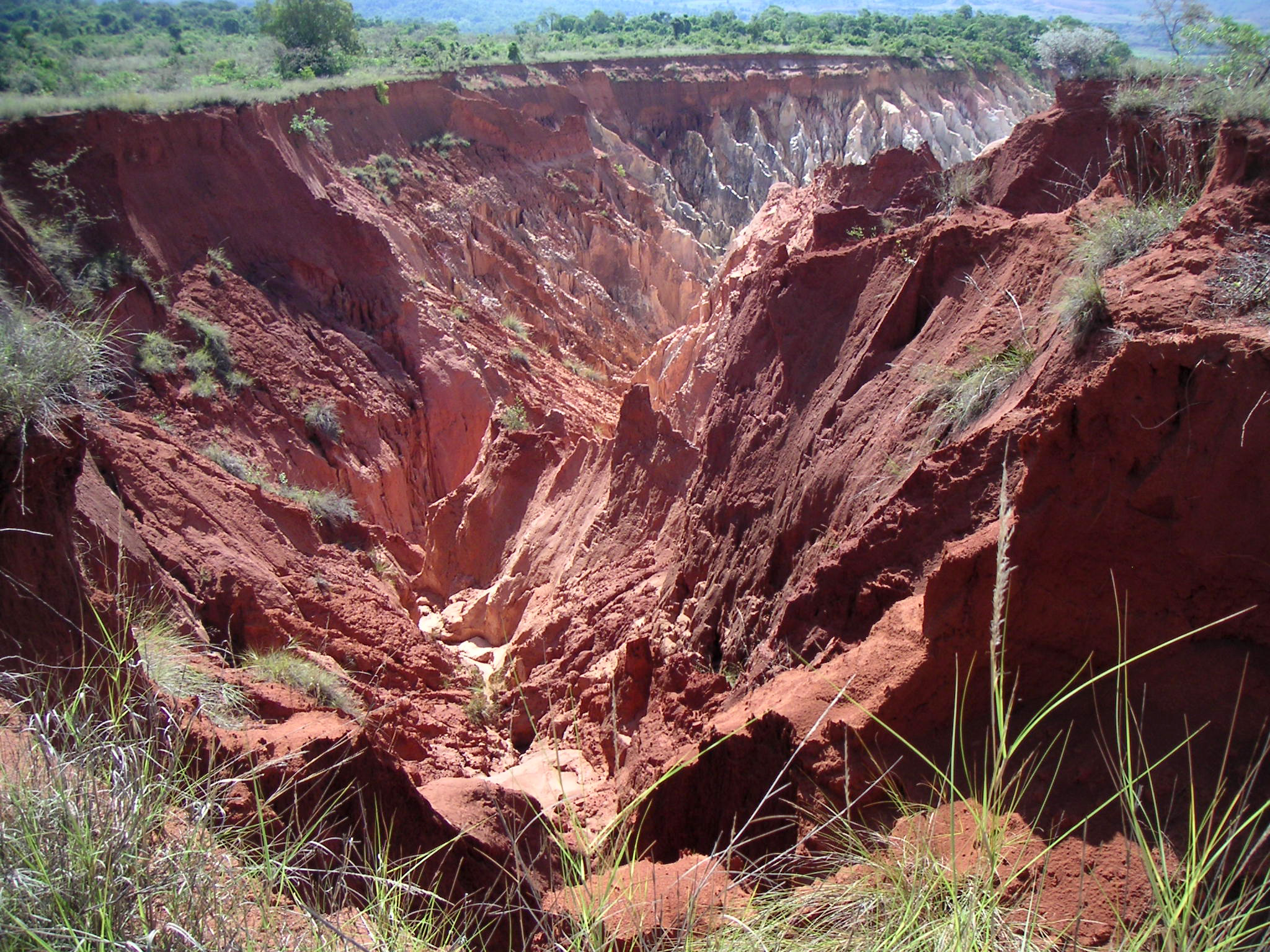
Лавака[исп.] в национальном парке
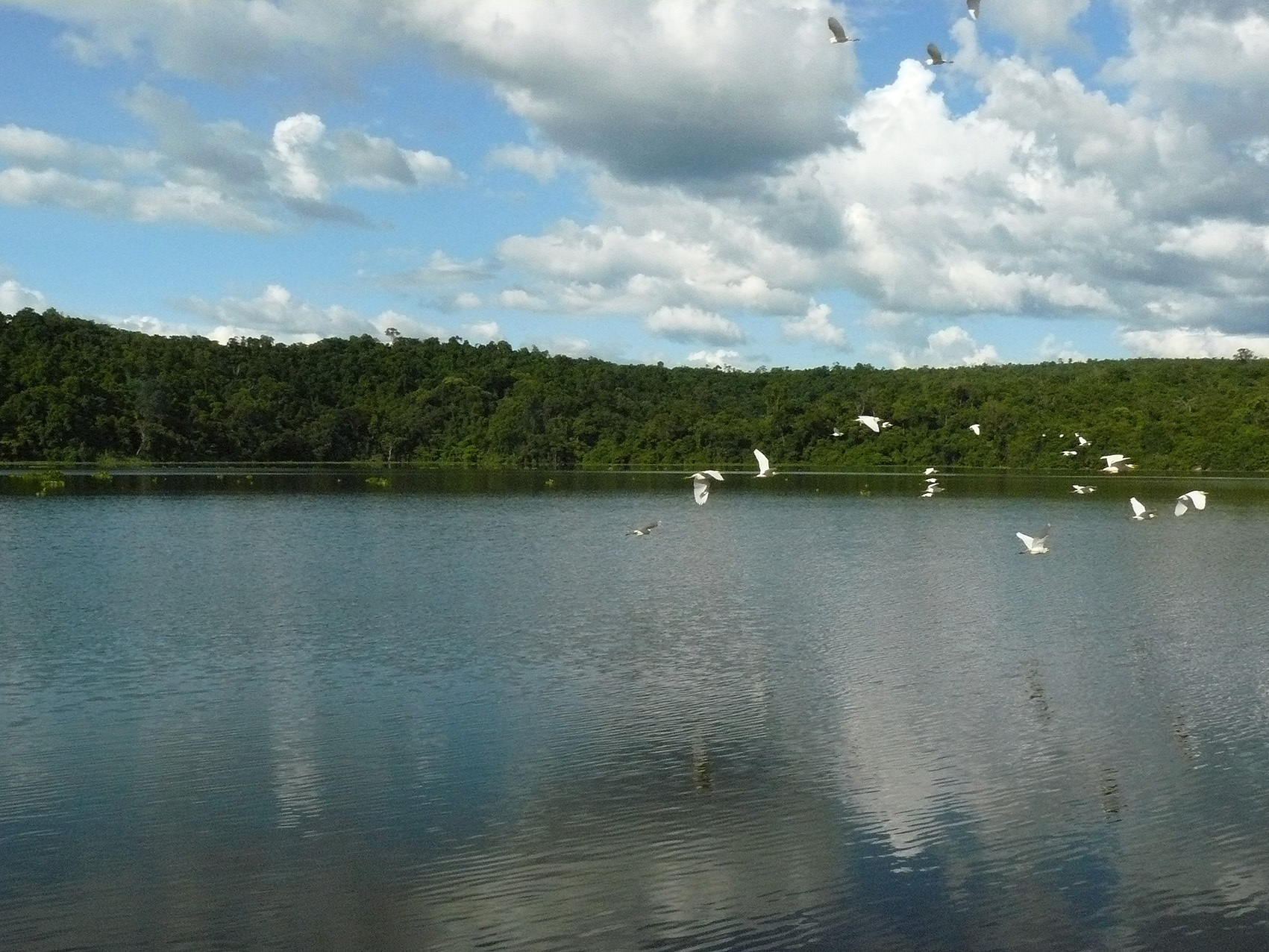
Птицы над озером Равелобе

## Растительность
Флора национального парка Анкарафанцика насчитывает 823 вида растений. Уровень эндемизма достигает 82 % для травянистых растений и 92 % для деревьев.

## Животный мир
Парк знаменит своими лемурами и птицами-эндемиками. Среди лемуров в Анкарафанцике было обнаружено восемь видов, в том числе знаменитый Microcebus berthae — вид из рода мышиных лемуров — самый маленький в мире. Это последнее место обитания сифаки Кокереля, численность которой оценивается в 47 000 особей.

Обитатели национального парка
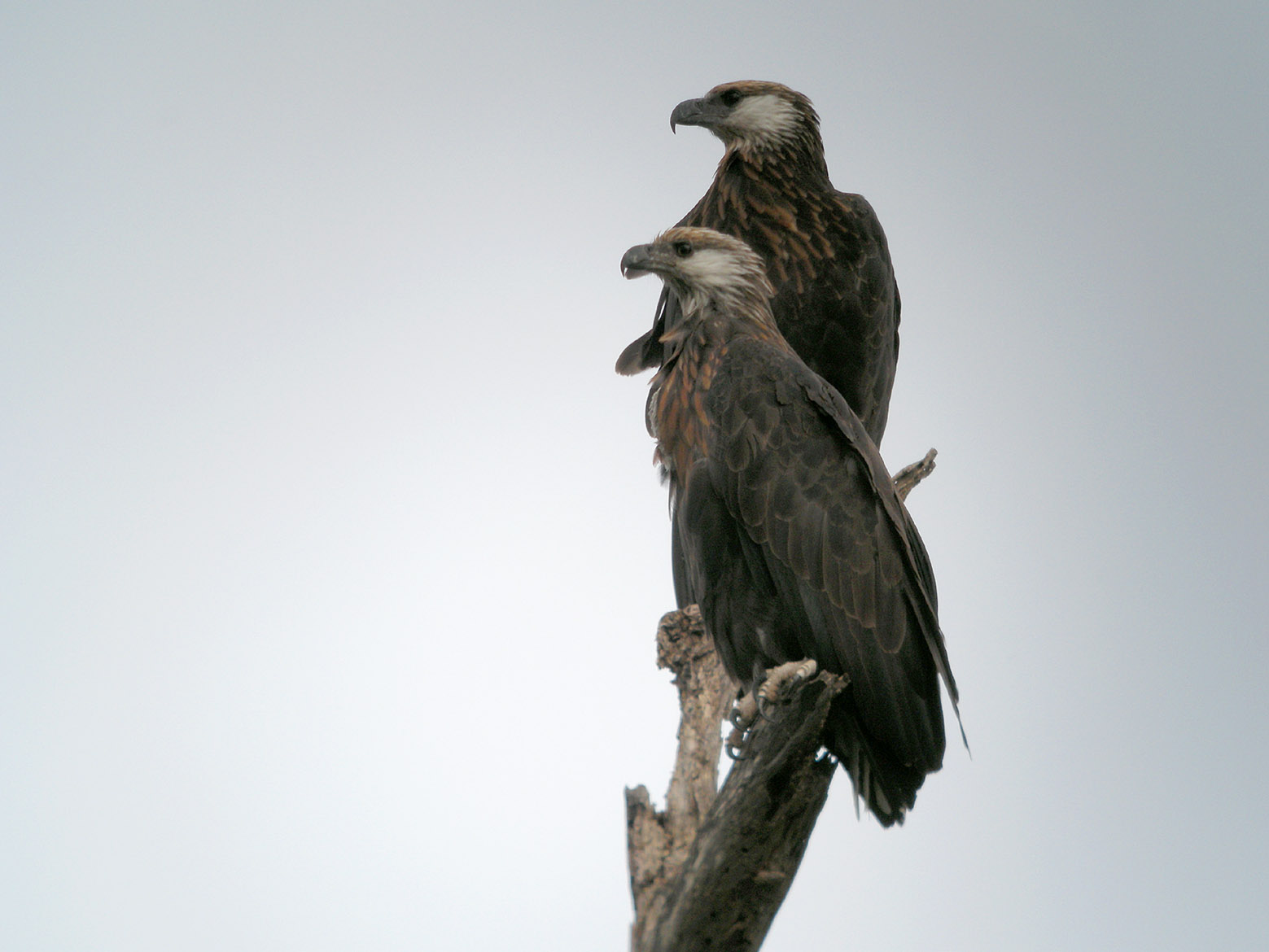
Pygargue de Madagascar
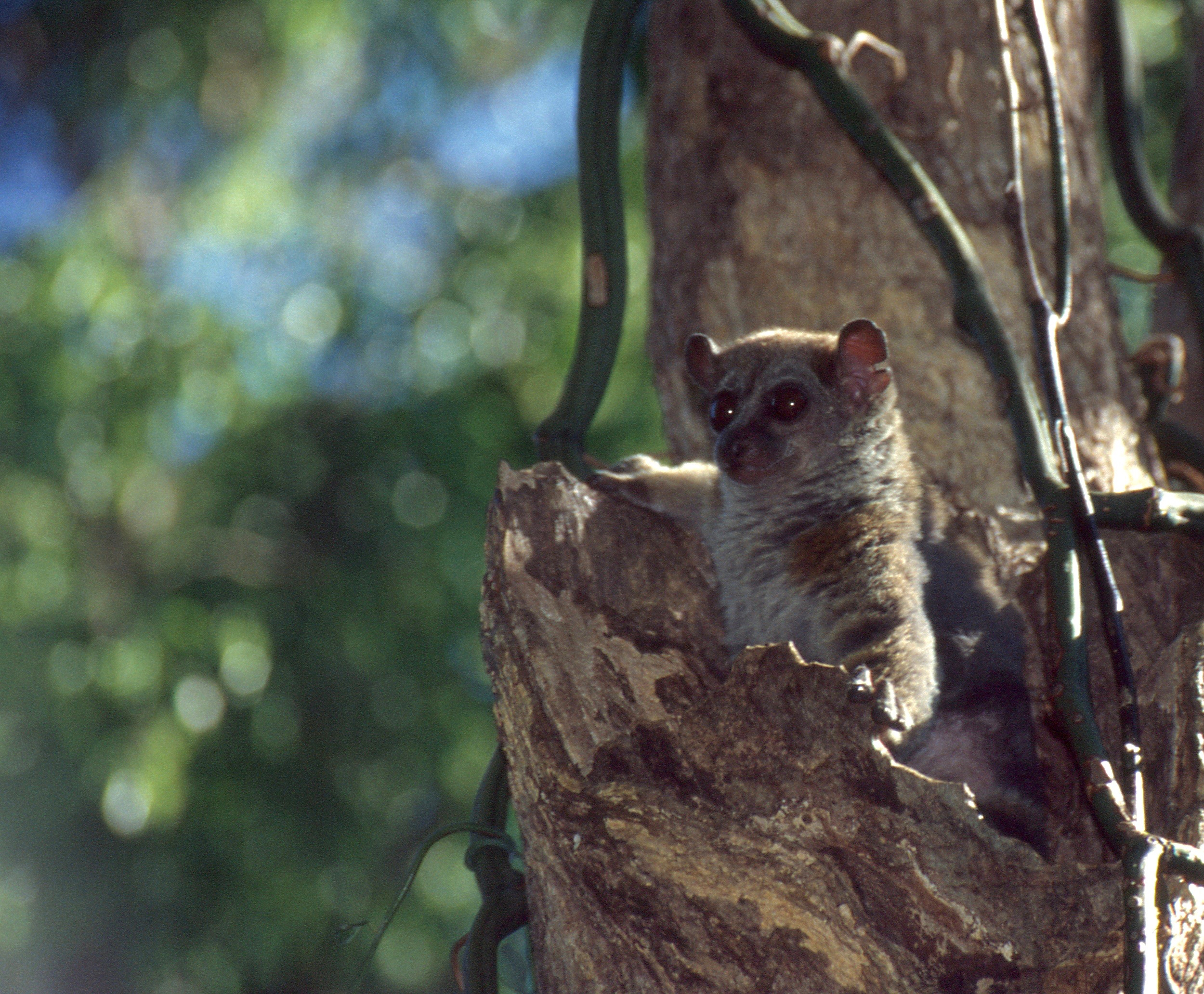
Лемур Эдвардса
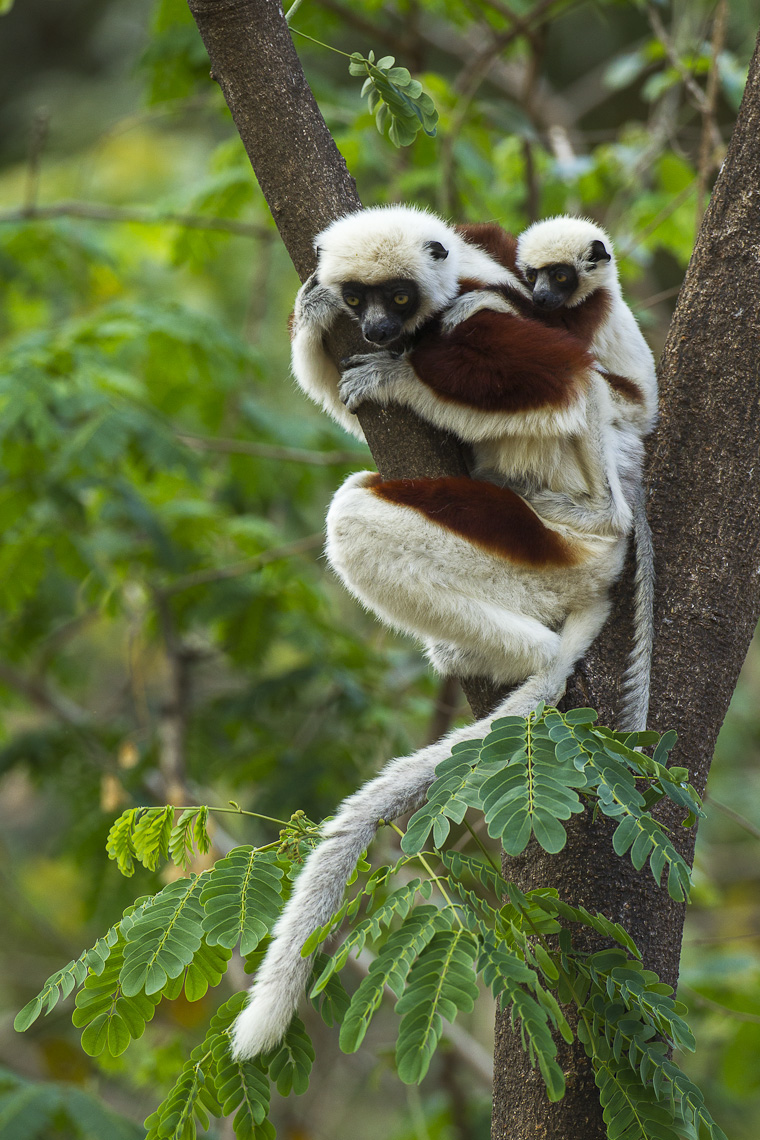
Сифака Кокереля
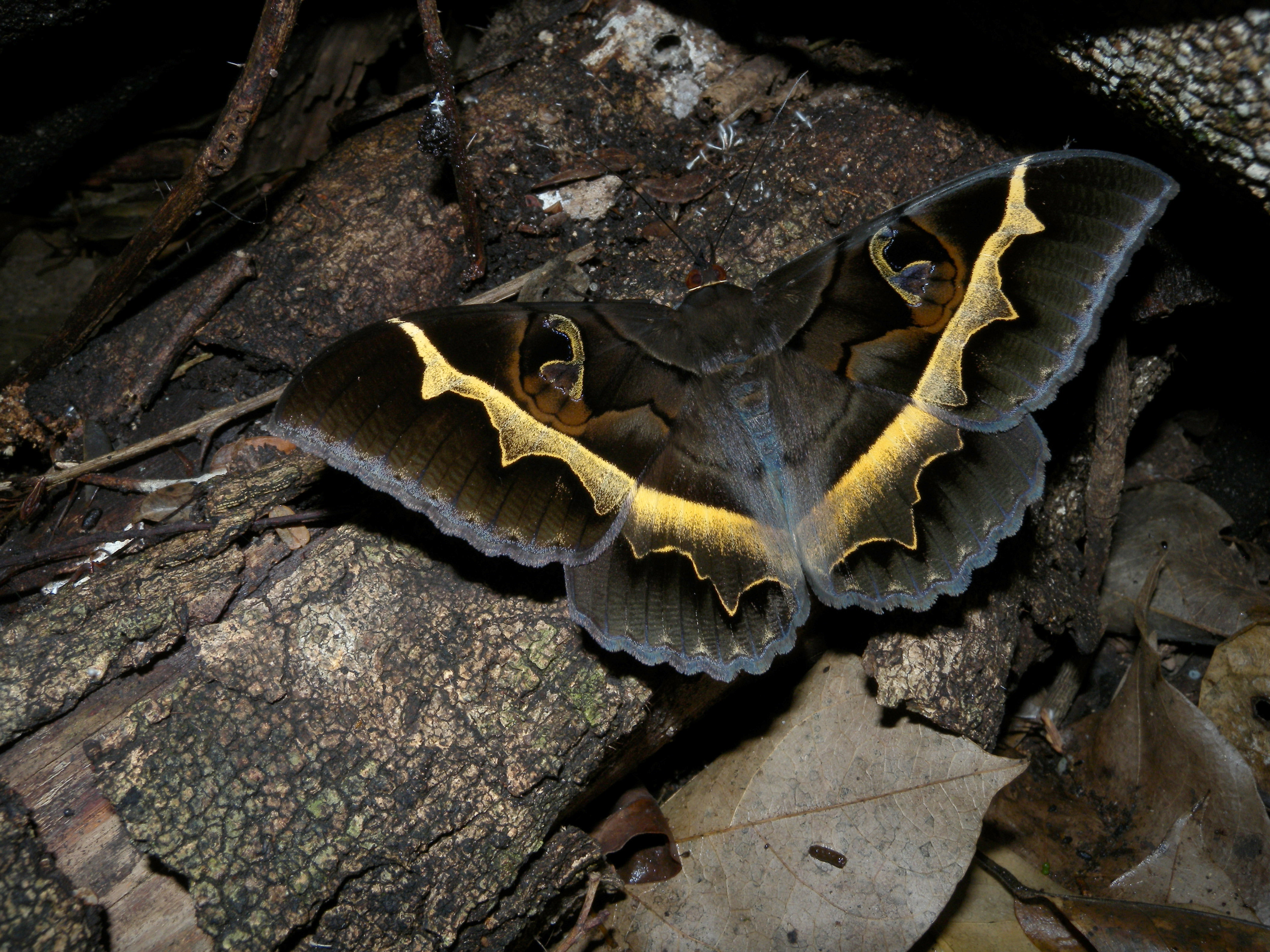
Cyligramma disturbans[вьет.]